# Toana anomosema
Toana anomosema là một loài bướm đêm trong họ Noctuidae.